# 永新県
永新県（えいしん-けん）は中華人民共和国江西省吉安市に位置する県。

## 行政区画
- 街道:三月坪街道
- 鎮:禾川鎮、石橋鎮、竜源口鎮、澧田鎮、竜門鎮、沙市鎮、文竹鎮、埠前鎮、懐忠鎮、高橋楼鎮
- 郷:坳南郷、曲白郷、才豊郷、煙閣郷、在中郷、三湾郷、台嶺郷、竜田郷、高渓郷、蓮洲郷、高市郷、象形郷、芦渓郷

## 交通

### 道路
- 高速道路
  - 泉南高速道路
- 国道
  - G220国道
  - G319国道